# Collège jésuite d'Ingolstadt

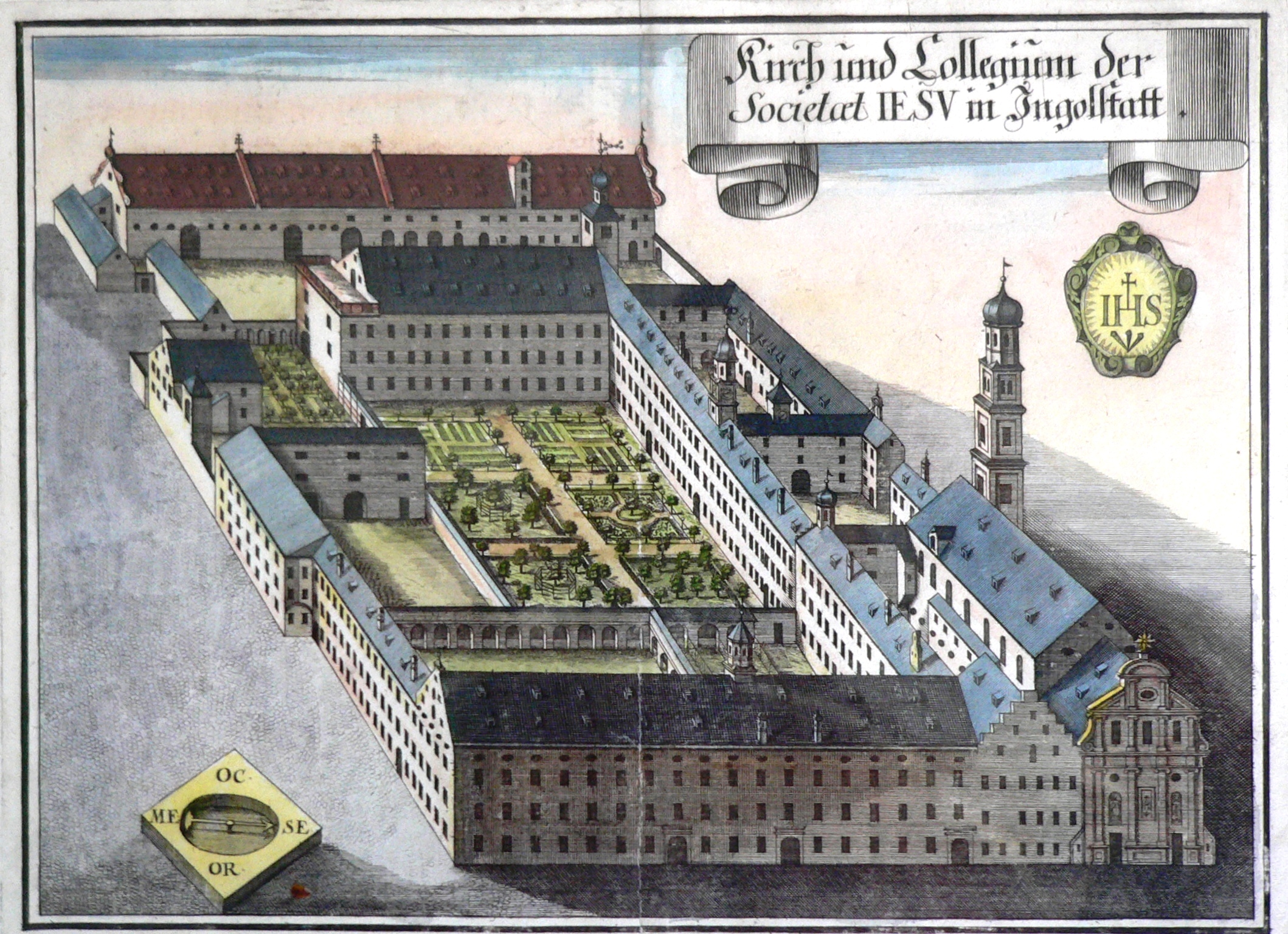
Le collège jésuite d'Ingolstadt, gravure de Michael Wening (1645-1718)

Le collège jésuite d'Ingolstadt (Jesuitenkolleg) était un établissement scolaire et universitaire jésuite sis à Ingolstadt, en Bavière (Allemagne). Ouvert en octobre 1556 il cesse d'être jésuite en 1773 et est fermé en 1799. Utilisés à d'autres fins les bâtiments sont pour la plupart démolis au XIXe siècle.

## Historique
En 1548, la faculté de théologie de l'université d'Ingolstadt, fondée par le duc Louis IX de Bavière, ne compte plus qu'un seul professeur. Les différents États souverains allemands sont secoués par la montée du protestantisme. Après que le duc Guillaume IV eut demandé en vain de l'aide aux facultés de Paris, de Louvain et de Cologne, il appelle en 1549 les premiers jésuites à s'installer à Ingolstadt. Le pape Paul III demande au fondateur saint Ignace de Loyola de répondre à cette demande qui prévoit d'envoyer ses compagnons Claude Le Jay, saint Pierre Canisius et Alfonso Salmeron. Ils commencent à enseigner à l'université, mais ils n'ont avec d'autres théologiens que quatorze étudiants. Ils décident de fonder un collège pour améliorer la situation. Ils se tournent vers le duc pour appuyer leur fondation, mais il meurt et les jésuites s'en vont. Il faut attendre 1555 pour que le duc Albert V permette à saint Pierre Canisius d'ouvrir un établissement, tandis que deux chaires de théologie sont confiées aux jésuites à l'université, et que celle de philosophie leur sera donnée plus tard.
Saint Ignace envoie de Rome dix-huit autres jésuites, dont six Allemands et deux Autrichiens, ainsi que saint Pierre Canisius. Le collège ouvre le 23 octobre 1556. Le collège atteint rapidement une réputation d'excellence. Il absorbe en 1571 l'ancien Pädagogium de la ville. Le collège comprend les classes suivantes : Grammatica, Poetica, Syntax minor, Syntax major et Rhetorica. Un nouveau bâtiment près de l'abbaye Notre-Dame accueille les élèves à partir de 1584. C'est aujourd'hui le séminaire Canisius. Il s'intitule Gymnasium Ignatii après 1612. L'élève le plus fameux de cette époque est le futur empereur romain germanique, Ferdinand II, qui arrive à Ingolstadt à l'âge de douze ans. À partir de 1598, le collège bénéficie de la propriété de l'ancienne abbaye de Münchsmünster.
Les matières les plus importantes sont le grec et le latin, mais l'on enseigne également avec soin le chant choral et la musique. L'allemand et les sciences naturelles ne sont pas encore enseignés. En 1585, le duc Guillaume V leur confie les autres chaires de l'université (dites artistiques). Les professeurs jésuites sont alors au nombre de huit: deux pour la chaire de théologie, trois pour la philosophie, un pour chaque chaire suivante, la dialectique, les mathématiques et l'hébreu. Des professeurs, comme Philipp Apian connu pour leur protestantisme, sont congédiés.
En 1600, la Compagnie de Jésus obtient la direction du séminaire Saint-Jérôme, fondé par le prévôt de Ratisbonne, Quirinus Leoninus, et en 1675 la chaire de droit canon, puis au XVIIIe siècle celle de l'histoire. Les familles aristocratiques de tout le Saint-Empire envoient leurs fils au collège, mais il souffre des conséquences de la Guerre de Trente Ans et les effectifs chutent à deux cents élèves. Jusqu'en 1762, le collège est le siège du provincialat haut-allemand de la Compagnie. Les jeunes générations de cette province jésuite faisaient leurs études au collège d'Ingolstadt.
La Compagnie de Jésus étant universellement supprimée en 1773 les jésuites perdent la direction du collège en 1773. Certains y demeurent néanmoins en tant que professeurs indépendants. Le Gymnasium est fermé par le prince Maximilien IV en 1799, officiellement pour des raisons de coût, d'autant que la ville devenant de plus en plus ville de garnison, son esprit en était transformé.

## Bâtiments

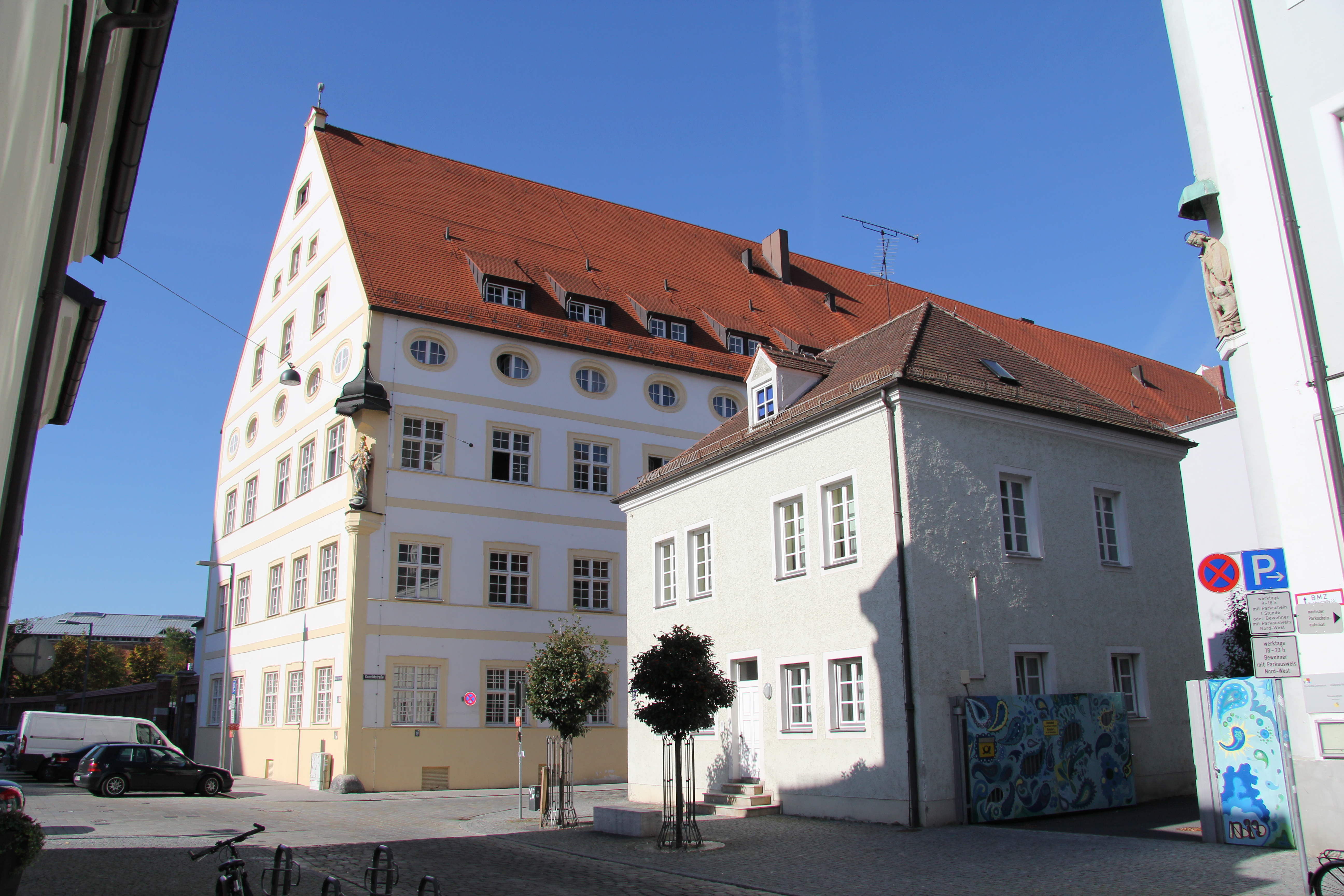
Vue du séminaire Canisius

Différents endroits sont utilisés après l'ouverture des premières classes. Ce n'est qu'en 1575-1576 qu'est bâti le Novum Collegium au nord de l'église Notre-Dame d'Ingolstadt. L'église de la Sainte-Croix, construite en 1587-1589, leur appartient également. C'est de sa tour que les savants jésuites Christophe Scheiner et Jean-Baptiste Cysat découvrent l'existence des taches solaires.
Le collège est reconstruit entre 1576 et 1585 et placé sous le vocable de saint Ignace. Les convicti (ou élèves internes) sont rapidement au nombre de 150 et proviennent de différents couvents ou monastères de Bavière ou de Suisse pour poursuivre leurs études. Directeur de l'internat au tournant du siècle le père Rem y introduit les 'congrégations mariales'. Les schorali (ou séculiers) qui étudient au Gymnasium atteignent le chiffre de 500 en 1605. Leur nombre chute à 200 au moment de la Guerre de Trente Ans. Les facultés de théologie et de philosophie ont quant à elles 300 étudiants. Le collège atteint son zénith à la fin du XVIe siècle, lorsque les fils des familles de la plus haute noblesse du Saint-Empire viennent y étudier.
Il ne reste plus aujourd'hui du collège qu'une partie de l'aile sud-est, utilisée par le séminaire Canisius et le foyer d'étudiants de l'université catholique d'Eichstätt-Ingolstadt. L'église de la Sainte-Croix et la plupart des bâtiments sont détruits au XIXe siècle.

### Articles liés
- Collegium St Hieronymi
- Collège jésuite de Passau
- Mater Ter Admirabilis

## Source
- (de) Cet article est partiellement ou en totalité issu de l’article de Wikipédia en allemand intitulé « Jesuitenkolleg Ingolstadt » (voir la liste des auteurs).